# Pieter Loridon
Pieter Loridon (Gent, 12 september 1972) is een Belgisch voormalig basketbalspeler en televisiegezicht. Hij is de zoon van ex-basketballer John Loridon. Hij is ook badmeester te Hasselt.

## Basketbal
Loridon maakte zijn debuut in 1992 in de Belgische eerste klasse van het basketbal. Hij werd twee keer topschutter in de Belgische competitie, in 1998 bij Okapi Aalst en in 2001 bij Racing Basket Antwerpen. Loridon speelde in totaal twaalf seizoenen bij Racing Basket Antwerpen, Gent, Okapi Aalst en Antwerp Giants. Hij werd 35 keer opgeroepen voor de nationale ploeg Belgian Lions. Eind 2006 stopte Loridon met profbasket.
In 2011 steunde hij samen met Willy Steveniers, Ronny Bayer, Rudolf Vanmoerkerke, Werner Rotsaert, Carlos Sierens en Rik Samaey een actief om meer kansen te geven aan Belgische talenten en maximaal vijf buitenlandse spelers per ploeg toe te laten.

## Televisiewerk
In 2007 nam Loridon deel aan Sterren op de Dansvloer en werd hij de winnaar. In Wie kiest Pieter? ging Loridon in 2011 op zoek naar een partner, achteraf bleek hij al een relatie te hebben ten tijden van het programma met ATV-presentatrice Zoë van Gastel. Verder heeft Loridon aan programma's als Het Swingpaleis deelgenomen. Hij was ook te zien in De Foute Quiz, Ranking the Stars, Beste vrienden, Start to Cook, Alles moet weg, FutureMe, Clash, Zot van Vlaanderen, Het sterke geslacht, Villa Vanthilt en De klas van Frieda tussen 2007 en 2012.

## Nevenactiviteiten
Loridon was een ambassadeur van Cliniclowns. Hij was ook ambassadeur van Panathlon.
Hij schreef samen met Jeroen Meganck het boek Help, Mijn Kind Sport! in 2009. In 2011 schreven ze Hoe word ik topsporter?
Hij opende samen met zijn toenmalig vriendin Phaedra Hoste een voeding- en kledingzaak K50. Hij is ook actief in de horecasector met Mint en Maona en hij opende een koffiebar Café Couture.

## Privéleven
In 2014 raakte hij in opspraak nadat hij zijn vriendin een kopstoot zou hebben gegeven op straat nadat hij haar betrapte op vreemdgaan, het verhaal werd breed uitgesmeerd in de kranten. Loridon ontkende de feiten en zei dat ze neus aan neus stonden en haalde uit naar de roddelpers die het verhaal opklopten. Van Gastel beschuldigde hem later ook van partnergeweld tijdens hun relatie.
Hij was getrouwd met de Deense Jill Andersen, maar na beschuldigingen langs beide kanten van ontrouw gingen ze uit elkaar.
In 2022 raakte bekend dat hij zich met opzet liet besmetten met corona, zodat hij een herstelcertificaat kon krijgen omdat hij naar het buitenland moest reizen terwijl hij koos om niet gevaccineerd te worden en zijn keuzevrijheid hierin wilde vrijwaren.